# Georges Boris
Pour les articles homonymes, voir Boris.
Georges Boris, né le 9 avril 1888 à Paris et mort le 16 août 1960 à Paris, est un homme politique, journaliste et économiste français. Il rejoint la France libre à Londres en juin 1940. Homme d'influence, il conseille Léon Blum, Charles de Gaulle et Pierre Mendès France.

## Avant-guerre

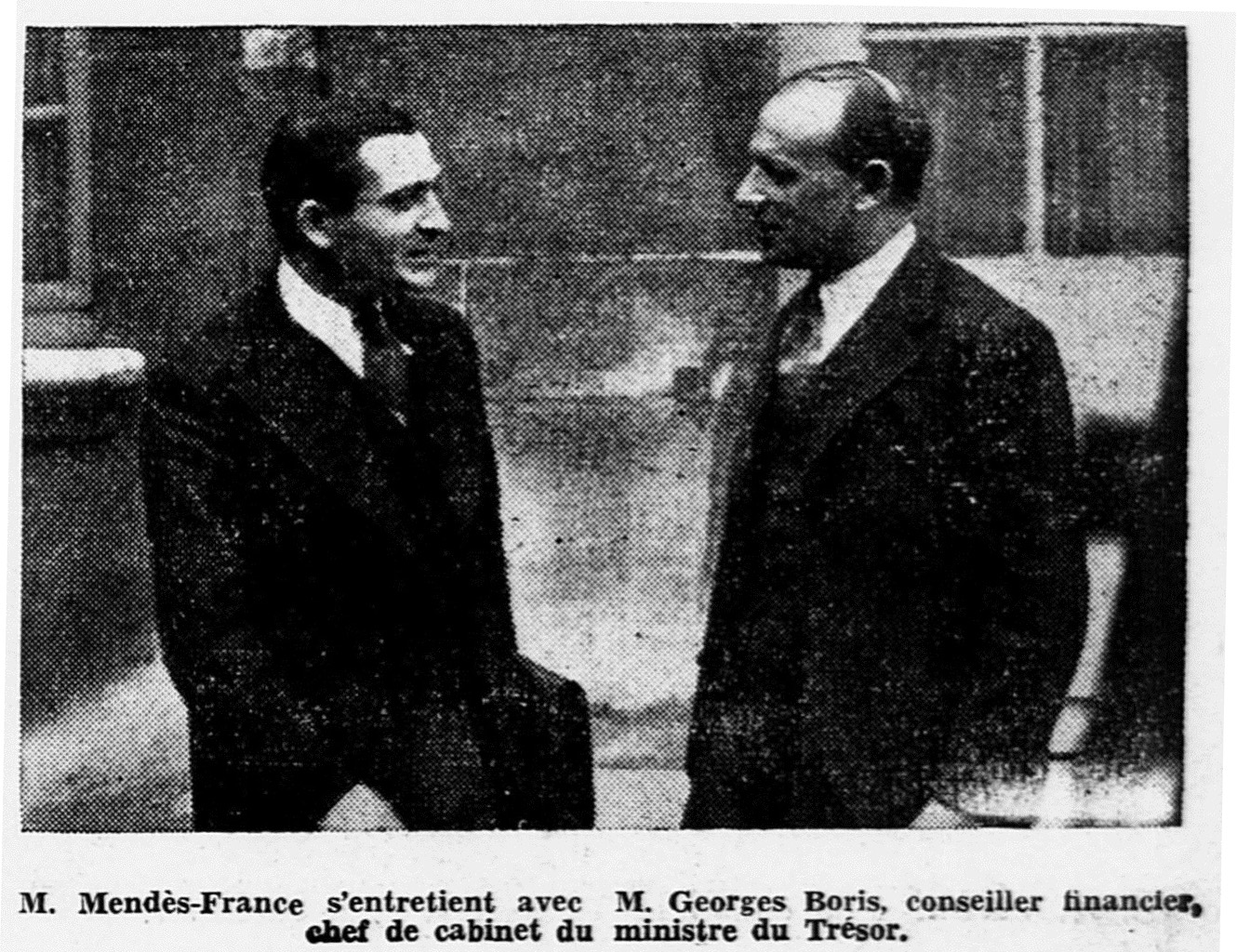
Pierre Mendès France et Georges Boris (à droite) en avril 1938, lors du second gouvernement Léon Blum.

Né au sein d'une famille juive française, il est dans un premier temps planteur d'hévéas à Ceylan. En 1911, il se marie avec Andrée Heinbach. Il débute ensuite une carrière de journaliste en 1923 en devenant chargé de la gestion du journal Le Quotidien. En 1924, il devient actionnaire de la société de décoration de Thérèse Pereyra. En 1927, il fonde le journal La Lumière, un « hebdomadaire d'éducation civique et d'action Républicaine », de nuance radicale-socialiste. Le lieutenant-colonel Mayer, père de Cécile Grunebaum-Ballin, tient la rubrique militaire du journal. En 1927, il achète les deux derniers étages d'une maison du XVIIe siècle au 53 quai de Bourbon. Il divorce d'Andrée et se marie avec l'artiste-peintre Germaine Malançon en 1928. 
De mars à avril 1938, il est directeur de cabinet de Léon Blum au ministère du Trésor. Il est le premier à prôner en France la politique du New Deal de Franklin Delano Roosevelt, influençant Pierre Mendès France avec qui il rédige un projet de loi de planification économique rejeté par le Sénat.

## La France libre
Hostile aux accords de Munich, il s'engage en 1939, à l'âge de 51 ans. Affecté dans le Nord comme officier de liaison avec les Britanniques, il est évacué de Dunkerque le 28 mai 1940 et se retrouve dans un camp en Angleterre début juin.
Il rejoint le général de Gaulle à Londres dès le 19 juin 1940. En 1941, il est responsable des liaisons de la France libre avec la BBC. Il jouera un rôle important dans l'acceptation réciproque du général de Gaulle et des socialistes, incitant le premier à démocratiser ses projets, tout en appelant Léon Blum à le soutenir, contre l'avis du groupe Jean Jaurès de Georges Gombault, groupe d'anciens socialistes qui s'opposeront à de Gaulle, et donc à Boris, allant jusqu'à les traiter de « fascistes ».
En 1942, il devient directeur du Commissariat national à l'Intérieur et préside le comité exécutif de propagande, puis est le représentant civil du Comidac (Comité d'action).

## La Quatrième République
Après la Libération, il élabore un nouveau projet de redressement de l'économie française inspiré par les travaux de Keynes et Henri de Man.
De 1946 à 1954, il est membre de la délégation française au Conseil économique et social de l'ONU.
Puis il devient le conseiller de son ami Pierre Mendès France durant la courte expérience de ce dernier en tant que président du Conseil.

## Œuvres
- George Boris, La Révolution Roosevelt(2), Gallimard, 1934.
- George Boris, Servir la République, textes et témoignages, préface de Pierre Mendès France, Julliard, 1963.